# Distrito de Gunzburgo
Gunzburgo (en alemán: Günzburg, pronunciación: /ˈɡʏnt͡sbʊʁk/ⓘ) es uno de los 71 distritos en que está dividido administrativamente el estado alemán de Baviera.

## Ciudades y municipalidades
| Ciudades                                                                     | Municipalidades | |
| ---------------------------------------------------------------------------- | --- | --- |
| 1. Burgau 2. Gunzburgo 3. Ichenhausen 4. Krumbach 5. Leipheim 6. Thannhausen | 1. Aichen 2. Aletshausen 3. Balzhausen 4. Bibertal 5. Breitenthal 6. Bubesheim 7. Burtenbach 8. Deisenhausen 9. Dürrlauingen 10. Ebershausen 11. Ellzee 12. Gundremmingen 13. Haldenwang 14. Jettingen-Scheppach | 1. Kammeltal 2. Kötz 3. Landensberg 4. Münsterhausen 5. Neuburg an der Kammel 6. Offingen 7. Rettenbach 8. Röfingen 9. Ursberg 10. Waldstetten 11. Waltenhausen 12. Wiesenbach 13. Winterbach 14. Ziemetshausen |